# 前島昇
前島 昇（1904年 - 不明）は、満洲国、晋北自治政府、蒙古聯合自治政府の日本人官僚。

## 生平
宮城県仙台市出身。家は仙台藩の儒学者の出であるという。第二高校に進学、独文科3年生の時に水泳部設置運動に関わる。東北帝国大学法文科に進学し、在学中は応援団長を務めた。1928年卒業後は長野県庁職員で、社会課社会事業主事補、農林主事であったが、満洲国に渡り、実業部農務司となる。間もなく吉林省磐石県参事官として宣撫工作に功を上げる。この際、匪賊との接触を断つべく、農民を一か所に強制移住させる「集団部落」構想を立案したとされ、500ページにわたる提言書を提出。阿城県副参事を経て、大同学院教授。
1937年10月15日、晋北自治政府が成立すると軍の依頼で最高顧問に就任。1939年9月1日、蒙古聯合自治政府への合流に伴い晋北政庁（長官：田汝弼）次長を1941年6月まで務めたのち、同総務次長。武内哲夫の後任で署理総務庁庁長。
戦後は満蒙関係恩給運動に関わっていた。